# The Woman from Mellon's
The Woman from Mellon's è un cortometraggio muto del 1910 scritto e diretto da David W. Griffith.

## Trama
Harry Townsend è un giovane agente di borsa innamorato di Mary Petersby, la figlia di un magnate. Il finanziere, reputando il giovane un promettente broker, accetta che i due ragazzi si frequentino. Ma cambia idea quando Harry, dopo una serie di operazioni sbagliate, perde un sacco di soldi. Così, gli vieta di vedere ancora la figlia. Harry deve cercarsi un altro lavoro che trova presso un vecchio amico che ha aperta un'agenzia investigativa, la Mellon Detective Agency. Petersby, il padre di Mary, chiede all'agenzia una donna guardia del corpo per la figlia, che lui teme possa scappare insieme a Harry. Quest'ultimo, venendo a sapere dell'ingaggio, si offre di presentarsi travestito da donna come guardia del corpo di Mary: rasati i baffi e in abiti femminili, si presenta a palazzo Petersby dove all'inizio Mary non lo riconosce: la ragazza si rifiuta persino di guardare quella sconosciuta che dovrebbe controllarla e seguirla dappertutto. Quando però alla fine vede che non è altri che il suo innamorato, finge di accettare di buon grado la presenza dell'investigatrice assunta dal padre. Petersby, tutto contento, diventa grande amico della "donna", giungendo a darle preziosi consigli per giocare in borsa, consigli che Harry segue immediatamente, riuscendo in questo modo a guadagnare una piccola fortuna. Harry, decide a questo punto, di scappare con Mary per andare a sposarsi. Davanti ai tentennamenti della ragazza, le dichiara che se non scappa con lei, dovrà farlo con suo padre che sta facendo una corte serrata alla falsa donna della Mellon. A Petersby, che non riesce a fermare la cerimonia di nozze, non resta altro che rendersi conto di essersi comportato come uno stupido.

## Produzione
Il film fu prodotto dalla Biograph Company.

## Distribuzione
Il copyright del film, richiesto dalla Biograph Co., fu registrato il 5 febbraio 1910 con il numero J138028.
Distribuito dalla Biograph Company, il film - un cortometraggio in una bobina - uscì nelle sale cinematografiche statunitensi il 3 febbraio 1910. Copia della pellicola viene conservata negli archivi della Mary Pickford Foundation (copia positiva in 35 mm).